# Kristofer Hivju
Kristofer Hivju (Oslo, 7 december 1978) is een Noors acteur, producent en schrijver.

## Biografie
Hivju werd geboren in Oslo, Noorwegen als zoon van de Noorse acteur Erik Hivju. Hij studeerde in 2004 af van de Russian Academy of Theatre Arts in Aarhus, Denemarken.

## Carrière
Hivju speelde in de horrorfilm The Thing. In 2012 had hij een kleine rol in After Earth van M. Night Shyamalan. Hivju is bij het grote publiek vooral bekend als Tormund Giantsbane uit de HBO-serie Game of Thrones. In 2024 speelde Hivju de rol van Krampus in de bioscoopfilm Red One van Jake Kasdan.
- Bibsys: 11079046
- Biblioteca Nacional de España: XX5596234
- Bibliothèque nationale de France: cb17142208x (data)
- Gemeinsame Normdatei: 111916110X
- International Standard Name Identifier: 0000 0003 6572 9831
- Library of Congress Control Number: no2015020603
- Système universitaire de documentation: 261899708
- Virtual International Authority File: 229225833
- WorldCat: E39PBJkttvWjtfrpVW4WRGvvHC